# Lana Rednich
Lana Rednich (Світлана Олександрівна Чередниченко, нар. 7 липня 1996) — українська військова артистка, молодший сержант ЗСУ, резидентка Культурний десант, музикантка, дослідниця музичної терапії та культурно-психологічної підтримки військовослужбовців. Використовує музику як засіб емоційного розвантаження військових.

## Біографія
Lana народилася 7 липня 1996 року. Навчалася у ліцеї № 19 «Межигірський» Подільського району міста Києва. Після завершення середньої освіти вступила до Академії мистецтв імені Павла Чубинського (раніше — КВНЗ КОР «Коледж культури і мистецтв»), де отримала фахову освіту в галузі мистецтва.
Згодом продовжила навчання у Київському національному університеті культури і мистецтв на факультеті фольклору та бандурного мистецтва. Закінчила навчання як фольклористка. Пізніше здобула ступінь магістра в Київському університеті культури.
У 2024 році вступила на спеціальність «Психологія» в Харківський авіаційний інститут (ХАІ), що стало логічним продовженням її діяльності у сфері музичної терапії та психологічної підтримки військових.

## Творчий шлях
Лана Редніч створила та працювала у кількох музичних колективах, зокрема «Фольктон» та «Божедари».
Була бек-вокалісткою української співачки Анастасії Приходько.
Також обіймала посаду диригента Українського академічного фольклорно-етнографічного ансамблю «Калина».
Згодом приєдналася до Збройних Сил України, де стала артисткою Зразково-показового оркестру Збройних Сил України.
У грудні 2023 року Лана Редніч приєдналася до Культурний десант в Харкові, що стало важливим етапом у її творчій діяльності. У рамках цього проєкту вона почала активно розвиватися як музичний терапевт, використовуючи глюкофон не лише для створення атмосфери розслаблення, а й для глибшого занурення військовослужбовців у рідну культуру. Через музичні інтервенції вона допомагає усвідомити унікальність української спадщини та надає мотиваційну складову — нагадування, заради чого триває боротьба. Лана підкреслює, що українська культура самобутня, неповторна й надзвичайно цінна, а її збереження та популяризація є важливою частиною спротиву.
У 2024 році «Культурний Десант» випустив пісню «Сила», у якій текст приспіву, що написала Лана, поєднався з куплетами, основаними на вірші загиблого воїна, котрий загинув у 2023 році. Його слова стали частиною композиції, щоб його думки та переживання не загубилися, а продовжували жити у мистецтві. Ця пісня є символом пам'яті, внутрішньої сили та незламності українців. Вона нагадує, що боротьба — це не лише про зброю, а й про духовний опір, культуру та національну ідентичність.
Діяльність Лани в «Культурному десанті» сприяла її професійному зростанню як музичного терапевта та виконавиці, дозволяючи поєднувати мистецтво з терапевтичними практиками. Через свою творчість вона допомагає військовим знайти емоційну рівновагу, а також відчути зв'язок із рідною землею, культурою та власною ідентичністю.

## Діяльність
Лана проводить зустрічі з військовими, що включають знайомство, музичні інтервенції, фольклорні виступи, а також обговорення важливих психологічно-мотиваційних тем. Вона використовує глюкофон для створення атмосфери розслаблення та психологічної підтримки, а також експериментує з українськими колисковими піснями для досягнення терапевтичного ефекту.
Окрім цього, Лана активно популяризує військове мистецтво та взаємодію митців із військовими через соціальні мережі, створює освітні матеріали про комунікацію з військовими та роль музики в реабілітації.

## Дослідження
Під час навчання в магістратурі Київського університету культури та мистецтв Лана Редніч присвятила свою наукову роботу темі інтеграції фольклору в сучасне мистецтво. Її дослідження було спрямоване на вивчення можливостей поєднання традиційного українського фольклору з сучасними музичними тенденціями, що дозволяє зберегти та популяризувати народну культуру в нових формах. Вона аналізувала різні підходи до адаптації народних мотивів у сучасних жанрах, зокрема в естрадній подачі, електронній музиці та академічному мистецтві. Це дослідження підкреслює важливість фольклору як невід'ємної частини національної ідентичності та його потенціал для збагачення сучасної культурної сцени.

Лана Редніч наразі працює над магістерською роботою, присвяченою дослідженню взаємодії психології та музики у процесі психологічної допомоги військовослужбовцям. У своїй роботі вона аналізує можливості музичної терапії як ефективного інструменту для розслаблення та емоційного розкриття військових.
Особливу увагу Лана приділяє використанню глюкофона, який у терапевтичному контексті виконує функцію «білого шуму». Завдяки його м'якому, ритмічному звучанню військовослужбовці отримують можливість відволіктися від нав'язливих думок та переживань, що виникають унаслідок бойового досвіду. Це створює сприятливий простір для усвідомлення власних емоцій, рефлексії та роботи з внутрішніми ресурсами.
Музична терапія в рамках цього дослідження розглядається як інструмент, що полегшує адаптацію військовослужбовців до відкритого спілкування. Завдяки зануренню у звукове середовище, учасники практик можуть легше виявляти та опрацьовувати значущі для них теми, а також зміцнювати внутрішню мотивацію та емоційну стійкість. Цей підхід дозволяє інтегрувати психологічну підтримку у процес реабілітації та сприяє збереженню психічного здоров'я військових.

## Громадська активність
Лана розвиває власні інформаційні платформи, де висвітлює важливість військової культури, духовного розвитку та психологічної підтримки захисників України.

## Духовний шлях
У своїх публікаціях Лана часто піднімає теми духовного розвитку військовослужбовців, їхнього пошуку внутрішньої гармонії після пережитих випробувань. Вона особисто пройшла шлях усвідомлення зв'язку з духовністю, що призвело її до глибшого розуміння власної місії в підтримці людей через музику та мистецтво.